# Abarema brachystachya
Espèce
Abarema brachystachya est une espèce de plantes à fleurs de la famille des Fabaceae.
Selon Plants of the World Online, c'est un synonyme de Jupunba brachystachya. Selon ce site, c'est un arbre ou un arbuste trouvé au Brésil. Il pousse en milieu tropical à saison sèche.

## Description
C'est un arbre ou un arbuste.

## Répartition
On trouve l'espèce dans l'est et le sud du Brésil.